# Waltham (Massachusetts)
Waltham es una ciudad ubicada en el condado de Middlesex en el estado estadounidense de Massachusetts. En el censo de 2010 tenía una población de 60.632 habitantes.Su población estimada, a mediados de 2019, es de 62.495 habitantes.

## Geografía
Waltham se encuentra ubicada en las coordenadas 42°23′20″N 71°14′32″O / 42.38889, -71.24222. Según la Oficina del Censo de los Estados Unidos, Waltham tiene una superficie total de 35,64 km², de la cual 33,01 km² corresponden a tierra firme y 2,63 km² es agua.

## Demografía
Según el censo de 2010, había 60.632 personas residiendo en Waltham. La densidad de población era de 1.702,18 hab./km². De los 60.632 habitantes, Waltham estaba compuesto por el 75,37% blancos, el 6,02% eran afroamericanos, el 0,23% eran amerindios, el 9,66% eran asiáticos, el 0,12% eran isleños del Pacífico, el 6,11% eran de otras razas y el 2,49% pertenecían a dos o más razas. Del total de la población el 13,66% eran hispanos o latinos de cualquier raza.